# Limnophilomyia (Limnophilomyia) stuckenbergi
Limnophilomyia (Limnophilomyia) stuckenbergi is een tweevleugelige uit de familie steltmuggen (Limoniidae). De soort komt voor in het Afrotropisch gebied.